# Neovenatoridae
Neovenatoridae – rodzina teropodów z grupy allozauroidów (Allosauroidea). Została nazwana w 2010 roku przez Rogera Bensona, Matthew Carrano i Stephena Brusatte. Według ich definicji Neovenatoridae to klad obejmujący wszystkie allozauroidy bliżej spokrewnione z Neovenator salerii niż z Carcharodontosaurus saharicus, Allosaurus fragilis lub Sinraptor dongi. Do tak definiowanych Neovenatoridae należy siedem znanych obecnie rodzajów teropodów – Neovenator, Aerosteon, Megaraptor, Orkoraptor, Australovenator, Fukuiraptor i Chilantaisaurus; Agnolín i współpracownicy (2010) do wchodzącego w skład Neovenatoridae kladu Megaraptora zaliczyli także australijski rodzaj Rapator. Pozycja filogenetyczna większości spośród tych taksonów budziła kontrowersje – Megaraptor i Orkoraptor zostały początkowo uznane za potencjalne celurozaury, Neovenator za allozauryda, Australovenator za karcharodontozauryda, zaś Aerosteon wstępnie za karcharodontozauryda, a następnie allozauroida o niepewnym pokrewieństwie. Benson i współpracownicy stwierdzają, że wiele cech uznawanych dawniej za wyjątkowe dla tych taksonów w rzeczywistości występowało powszechniej i stanowi cechy wspólne nierozpoznanego wcześniej kladu teropodów. Cechy te dotyczą morfologicznych adaptacji kręgów oraz kończyn. Wiele spośród nich występowało także u celurozaurów, co wpływało na błędy w klasyfikowaniu taksonów. Przeprowadzona przez Bensona i współpracowników analiza kladystyczna potwierdziła monofiletyzm Neovenatoridae. Taksonem siostrzanym wobec Neovenatoridae są Carcharodontosauridae, a kladowi obejmującemu te dwie grupy nadano nazwę Carcharodontosauria. Według analizy najbardziej bazalnymi przedstawicielami Neovenatoridae są Neovenator i Chilantaisaurus. Stanowią one sukcesywnie coraz bliższe grupy zewnętrzne kladu Megaraptora, obejmującego pozostałe Neovenatoridae. Natomiast z analizy filogenetycznej przeprowadzonej przez Novasa i współpracowników (2013) wynika, że tak rozumiane Neovenatoridae byłyby polifiletyczne; analiza potwierdziła bliskie pokrewieństwo Neovenator z Carcharodontosauridae (byłby on jedynym przedstawicielem Neovenatoridae), ale zarazem wskazała, że Megaraptor, Aerosteon, Orkoraptor, Australovenator (łączone w rodzinę Megaraptoridae) oraz Fukuiraptor są celurozaurami blisko spokrewnionymi z tyranozaurami. Ponadto Novas i współpracownicy (2012) sklasyfikowali Chilantaisaurus jako celurozaura o niepewnej pozycji filogenetycznej.
Kladogram Neovenatoridae według Bensona, Carrano i Brusattego (2010)
|  | Australovenator |
|  |                 |
|  | Fukuiraptor     |
|  |                 |

|  | Aerosteon  |
|  |            |
|  | Megaraptor |
|  |            |

|  | Australovenator |
|  |                 |
|  | Fukuiraptor     |
|  |                 |

|  | Aerosteon  |
|  |            |
|  | Megaraptor |
|  |            |

|  | Australovenator |
|  |                 |
|  | Fukuiraptor     |
|  |                 |

|  | Aerosteon  |
|  |            |
|  | Megaraptor |
|  |            |

|  | Australovenator |
|  |                 |
|  | Fukuiraptor     |
|  |                 |

|  | Aerosteon  |
|  |            |
|  | Megaraptor |
|  |            |

|  | Australovenator |
|  |                 |
|  | Fukuiraptor     |
|  |                 |

|  | Aerosteon  |
|  |            |
|  | Megaraptor |
|  |            |

|  | Australovenator |
|  |                 |
|  | Fukuiraptor     |
|  |                 |

|  | Aerosteon  |
|  |            |
|  | Megaraptor |
|  |            |

|  | Australovenator |
|  |                 |
|  | Fukuiraptor     |
|  |                 |

|  | Aerosteon  |
|  |            |
|  | Megaraptor |
|  |            |

|  | Australovenator |
|  |                 |
|  | Fukuiraptor     |
|  |                 |

|  | Aerosteon  |
|  |            |
|  | Megaraptor |
|  |            |

## Paleobiologia
Neovenator osiągał rozmiary zbliżone do allozaura i prawdopodobnie również pod względem ekologii i sposobu polowania przypominał bazalne tetanury. Przedstawiciele grupy Megaraptora mieli wydłużone i silniejsze kończyny przednie, co sugeruje, iż mogli wykorzystywać je do polowania, a ich kończyny tylne wykazywały adaptacje do biegania. Budowa ich stawu skokowego górnego była zmodyfikowana, przeważnie osiągali też mniejsze rozmiary – największy znany osobnik fukuiraptora ważył około 175 kg. U niektórych innych grup teropodów – celurozaurów i niektórych ceratozaurów, takich jak elafrozaur – również wykształciły się podobne proporcje kończyn, jednak ich obecności nie odnotowano wcześniej u bazalnych tetanurów. U zaawansowanych Neovenatoridae występowała również pneumatyzacja kości obręczy barkowej oraz miednicznej, znana wcześniej jedynie u ptaków. Benson i współpracownicy sugerują, że Megaraptora mogły być w ekosystemach odpowiednikami celurozaurów, co pozwalało im współwystępować z dużymi karcharodontozaurami i abelizaurami. Neovenatoridae nie zajmowały jednak jednej niszy ekologicznej – grupa ta obejmowała zarówno długonogie biegające drapieżniki, takie jak Australovenator i Megaraptor, jak i olbrzymich mięsożerców, takich jak Chilantaisaurus, osiągający około 2,5 t masy – 14 razy więcej niż najmniejszy znany przedstawiciel Neovenatoridae – Fukuiraptor. Allozauroidy były długo traktowane jako formy reliktowe w kredzie. Obecność skamieniałości orkoraptora w mastrychckich osadach Argentyny dowodzi jednak, iż mogły dotrwać do końca ery mezozoicznej.